# Tempo da Septuagésima
Tempo da Septuagésima (em latim: Septuagesimus) é um tempo litúrgico cristão de preparação remota para a Páscoa. Informalmente chamado tempo de Carnaval, sucede ao tempo litúrgico de Natal e precede a Quaresma. Nesse tempo, a liturgia apresenta a criação, elevação e queda do homem. Este tempo começa com o domingo da Septuagésima (o nono domingo antes da Páscoa, e o terceiro antes de quarta-feira de Cinzas), abrange os domingos da Sexagésima e da Quinquagésima e vai até a quarta-feira de Cinzas - primeiro dia da Quaresma.
O Tempo da Septuagésima surge a partir da Quaresma, quando eram quarenta dias de rigoroso jejum, em preparação à Páscoa, não contados os domingos. Dado que em algumas igrejas do Oriente não se jejuava também nos sábados da Quaresma, para supri-los incluíam na Quaresma o domingo da Quinquagésima. Outras igrejas já não jejuavam também nas quintas-feiras, além dos domingos e sábados; então, para supri-los, acrescentou-se a Sexagésima. Ocorreu também que  algumas igrejas também não contavam a Semana Santa como parte da Quaresma e, por conseguinte, inseriu-se o Domingo da Septuagésima.
O uso oriental influenciou alguns mosteiros do Ocidente, passando em seguida a vigorar em algumas províncias eclesiásticas. Na segunda metade do século V, Roma começou a praticar o jejum nas quartas e sextas-feiras da semana da quinquagésima. Depois, o Papa Hormisda, no século VI, estendeu o jejum a todos os dias da referida semana. A seguir, após alguns anos, introduziu-se a sexagésima, como breve período de jejum atenuado.
A celebração do tempo septuagesimal foi adotada em Roma, nos fins do século VI, dado que o sacramentário gelasiano é o primeiro documento que menciona os domingos da septuagésima, sexagésima e quinquagésima.
A prática de celebrar-se o Tempo da Septuagésima foi suprimida do rito romano da Igreja Católica, a partir da reforma litúrgica do Concílio Vaticano II, que o integrou ao Tempo Comum que se segue à Epifania. Essa prática está mantida na celebração da Missa com o Missal Romano de 1962.  O rito bizantino também prevê os domingos pré-quaresmais.
O Tempo da Septuagésima está ainda presente nos calendários litúrgicos luterano e anglicano.e Igreja Católica Brasileira.